# Achille Vitti
Achille Vitti (22 de noviembre de 1866 – 1 de enero de 1935) fue un actor teatral y cinematográfico de nacionalidad italiana, activo en la época del cine mudo.

## Biografía
Nacido en Roma, Italia, se formó en las compañías teatrales de Eleonora Duse, Cesare Rossi, Giuseppe Pietriboni y Ettore Paladini, confirmándose, siendo todavía joven, como «primer actor» y director teatral.
Uno de los principales actores teatrales italianos de finales del siglo XIX e inicios del siglo XX, Vitti interpretó especialmente obras de León Tolstói, Henrik Ibsen y Luigi Pirandello. En 1912 hizo una gira triunfal por Túnez con su compañía, actuando en varias obras teatrales junto a su primera actriz, Paola Pezzaglia, siendo ambos aclamados por sus actuaciones en el teatro Politeama Rossini de Túnez. En 1913, en colaboración con el escritor y cineasta Lucio D'Ambra, fundó y dirigió el Teatro per tutti en la Sala Umberto de Roma, una especie de "teatro mínimo", que consistía en la representación de breves obras de teatro en un solo acto.
Vitti fue también actor cinematográfico, y rodó más de cuarenta filmes entre 1910 y 1925 para diversas productoras, entre ellas la romana Cines, Film d'Arte Italiana, Latium Film, Tespi Film y Unione Cinematografica Italiana. Además dirigió dos cintas: La vergine delle ginestre (1915) y Lo scoglio della morte (1916).
En 1926 publicó un libro de memorias titulado Storie e storielle del teatro di prosa, impreso por la editorial Vecchi de Milán.
Achille Vitti estuvo en activo hasta 1935, año en el cual falleció en Roma, a los 69 años de edad, a causa de un cáncer.

## Selección de su filmografía
- Il trovatore, de Louis J. Gasnier (1910)
- Salomè, de Ugo Falena (1910)
- I diavoli neri, de Ubaldo Pittei (1913)
- La colpa di Giovanna, de Ugo Falena (1914)
- I pagliacci, de Francesco Bertolini (1915)
- La sfinge, de Armando Brunero (1915)
- Silvio Pellico, de Livio Pavanelli (1915)
- Giovanni Episcopo, de Mario Gargiulo (1916)
- Zingari, de Ubaldo Maria Del Colle y Mario Gargiulo (1916)
- L'aquila, de Mario Gargiulo (1917)
- Ballerine, de Lucio D'Ambra (1918)
- Napoleoncina, de Lucio D'Ambra (1918)
- Il mare di Napoli, de Carmine Gallone (1919)
- Il visconte Gioventù e il conte Cent'Anni, de Lucio D'Ambra (1919)
- La casa che brucia, de Mario Corsi (1919)
- La fine dell'amore, de Gian Bistolfi (1920)
- L'envolée, de Gaston Ravel (1921)
- Triboulet, de Febo Mari (1923)
- La giovinezza del diavolo, de Roberto Roberti (1925)
- Nostradamus, de Mario Roncoroni (1925)